# Grupo Vocento
Grupo Vocento ist ein spanischer Medienkonzern mit Sitz in Madrid. Neben der überregionalen Tageszeitung ABC und dem Anzeigenblatt Qué! verlegt die Unternehmensgruppe die Regionalzeitungen El Correo, El Diario Vasco, El Diario Montañés, La Verdad, Ideal, Hoy, Diario Sur, La Rioja, El Norte de Castilla, El Comercio, La Voz de Cádiz und Las Provincias (Valencia); einige dieser Blätter können auf eine über hundertjährige Geschichte zurückblicken. Die Auflage der Regionalzeitungen liegt täglich bei 1,7 Millionen Exemplaren, Vocento erreicht damit 5,5 Millionen Leser.
Des Weiteren gehören Vocento Radio- und Fernsehsender und Internetportale. So ist Vocento auch am spanischen Fernsehsender Telecinco beteiligt.
Die Mediengruppe, zu der 120 Unternehmen zählen, entstand 2001 durch Fusion der Gruppe El Correo und Prensa Española.